# Прапор Монголії
Прапор Монголії — державний прапор Монголії, затверджений 12 лютого 1992 року. Він подібний до прапора зразка 1949 року, але без соціалістичної зірки. Прапор складається з 3-х однакових вертикальних смуг червоного, блакитного і червоного кольорів. У центрі червоної смуги, яка найближче до древка, зображена національна емблема «сойомбо» — композиція у вигляді колони, в якій абстрактно представлені вогонь, сонце, місяць, земля, вода і символ інь і ян.

## Історичні прапори
До 1992 року державний прапор Монгольської Народної Республіки містив п'ятипроменеву зірку на вершині емблеми сойомбо, а блакитний колір середньої смуги був темнішим.

Прапор Монголії 1911–1921
Прапор Монголії доби обмеженої монархії 1921-1924
Прапор Монгольської народної республіки 1924—1940
Прапор Монгольської народної республіки 1940—1992

## Кольори
| Формат | синій      | червоний    | жовтий     |
| ------ | ---------- | ----------- | ---------- |
| RGB    | 0-102-255  | 230-0-25    | 255-217-0  |
| HTML   | #0066FF    | #E60019     | #FFD900    |
| CMYK   | 100-60-0-0 | 10-100-90-0 | 0-15-100-0 |

### 1992—2011
| Формат | червоний  | синій      | жовтий     |
| ------ | --------- | ---------- | ---------- |
| RGB    | 220-23-28 | 71-174-207 | 251-234-15 |
| HTML   | #DC171C   | #47AECF    | #FBEA0F    |